# Cecilia Bartoli
Cecilia Bartoli, född 4 juni 1966 i Rom, Italien, är en italiensk mezzosopran.

## Biografi
Cecilia Bartoli inledde sin karriär i slutet av 1980-talet med att sjunga Rossinis stora mezzoroller, såsom Rosina och Askungen. Under 1990-talet lade hon också en del Mozartroller till sin repertoar såsom Susanna, Fiordiligi och Despina. Med tiden utvecklade hon en koloraturteknik som ingen annan. Flera års självstudier och experimenterande ledde fram till skivinspelningar och konsertturnéer med sällan eller aldrig spelad operamusik av Vivaldi, Gluck och Salieri. Hennes topptrimmade röst har ett omfång av omkring 3 oktaver (lilla ess till 3-strukna ess) vilket gör att hon kan växla mellan höga och låga lägen utan att förlora klang och kärna i rösten. 
Hennes koloraturteknik kritiserades till en början för att vara alldeles för luftig, men med tiden har hon arbetat upp både snabbhet och täthet. Hon bidrar till att musik skriven för 1700-talets stora kastratsångare åter har blivit en publikmagnet, och hon är alltjämt en efterfrågad och prisad artist över hela världen. 
Som operasångerska framträder hon sporadiskt i operor skrivna på 1700-talet. Hennes skiva Opera proibita innehåller sakral musik av profan operakaraktär skriven under den tid (1700-talets första årtionde) då katolska kyrkan förbjöd offentliga operaframträdanden.
2001 fick hon en grammy för skivan The Vivaldi Album som hon spelade in tillsammans med Il Giardino Armonico.
I september 2007 släppte hon ett album med musik skriven för en av 1800-talets mest hyllade och omskrivna operasångerskor, Maria Malibran. Återigen gör Bartoli här ett musikhistoriskt intressant album med tidigare oinspelad musik på tidstrogna instrument.
Hon mottog Léonie Sonnings musikpris 2010 och Polarpriset 2016.

## Diskografi (urval)

### Operor
- 1989 – Rossini: Il Barbiere di Siviglia
- 1991 – Mozart: Lucio Silla
- 1993 – Rossini: La Cenerentola
- 1993 – Puccini: Manon Lescaut
- 1994 – Mozart: Le Nozze di Figaro
- 1995 – Mozart: La Clemenza di Tito
- 1997 – Haydn: Orfeo ed Euridice
- 1998 – Rossini: Il Turco in Italia
- 1999 – Mozart: Mitridate
- 2000 – Handel: Rinaldo
- 2001 – Mozart: Don Giovanni
- 2008 – Bellini: La Sonnambula
- 2013 – Bellini: Norma

### Recitation med orkester
- 1989 – Rossini Arias
- 1991 – Mozart Arias
- 1992 – Rossini Heroines
- 1994 – Mozart Portraits
- 1999 – The Vivaldi Album
- 1999 – Cecilia & Bryn: Duets (med Bryn Terfel)
- 2001 – Gluck Italian Arias
- 2003 – The Salieri Album
- 2005 – Opera Proibita
- 2007 – Maria (ett hyllningsalbum till Maria Malibran)
- 2009 – Sacrificium

### Recitation med piano
- 1990 – Rossini Recital
- 1992 – Arie Antiche
- 1993 – Italian Songs
- 1996 – Chant D'Amour
- 1997 – An Italian Songbook
- 1998 – Live in Italy

### Kyrklig
- 1992 – Mozart: Requiem
- 1993 – Stephanie
- 1993 – Pergolesi & Scarlatti: Stabat Mater, Salve Regina

### Kantater
- 2001 – Rossini Cantatas, Volume 2

### Samlingsalbum
- 1995 – A Portrait
- 2002 – The Art of Cecilia Bartoli
- 2010 – Sospiri